# Хавайи-Волкейнос
Хавайи-Волкейнос (Гавайский вулканический национальный парк; англ. Hawaiʻi Volcanoes National Park, H.V.N.P., HAVO) — американский национальный парк, расположенный с 1916 года на острове Гавайи в штате Гавайи. Площадь земель парка составляет 1308 км².

## Описание
Административно парк находится в округе Гавайи, в районах Пуна и Кау.
На территории парка находятся активные вулканы Килауэа и большая часть Мауна-Лоа. На Килауэа с 1983 года происходит медленное, но непрерывное извержение, это один из самых активных вулканов на Земле.
В парке можно увидеть результат вулканической активности и процессов эволюции, которые сформировали сушу посреди океана с уникальной экосистемой.
Большую площадь парка занимает вулканическая пустыня — Кау.
Отдельный участок парка с дождевым тропическим лесом «Олаа» был огорожен с 1980-х годов.

## История
Важную роль в создании парка сыграли основатель и директор Гавайской вулканической обсерватории Томас Джаггар и предприниматель Джордж Ликургос, управляющий гостиницей.
Национальный парк, основанный 1 августа 1916 года как Гавайский национальный парк (Hawaiʻi National Park), располагался на островах Мауи и Гавайи. Он стал 11-м в системе национальных парков США.
22 сентября 1961 года от него отделился Национальный парк Халеакала и парк получил своё современное название (Hawaiʻi Volcanoes National Park).
В 2008 году площадь национального парка значительно расширилась за счёт включения юго-западной части склона вулкана Мауна-Лоа.
В феврале 2018 года в состав национального парка вошёл ещё один участок площадью 0,898 квадратных километра (222 акра) на юго-западной части склона вулкана Мауна-Лоа.
5 мая — 22 сентября 2018 года национальный парк был полностью закрыт для посещения туристами, после усиления извержения вулкана Килауэа, сопровождавшегося выбросами газов, пепла и землетрясениями.

### Руководство
Управляющие национальным парком за всю его историю::
- 1922 — Albert O. Burkland
- 1922 — Thomas Boles
- 1926 — Albert O. Burkland
- 1927 — Richard T. Evans
- 1928 — Thomas J. Allen
- 1931 — Ernest P. Leavitt
- 1933 — Edward G. Wingate
- 1946 — Gunnar O. Fagerlund
- 1946 — Francis R. Oberhansley
- 1953 — John B. Wosky
- 1959 — Fred T. Johnston
- 1965 — Glen T. Bean
- 1967 — Daniel J. Tobin
- 1970 — Gene J. Balaz
- 1971 — G. Bryan Harry
- 1975 — Robert D. Barbee
- 1979 — David B. Ames
- 1987 — James F. Martin
- 1987 — Хьюго Хантзингер
- 1993 — James F. Martin
- 2004 — Cynthia Orlando
- 2019 — Rhonda Loh.

- Тэйлор, Дэн — руководитель департамента управления ресурсами (1979—1996).

## Фотогалерея

Гавайский вулканический национальный парк
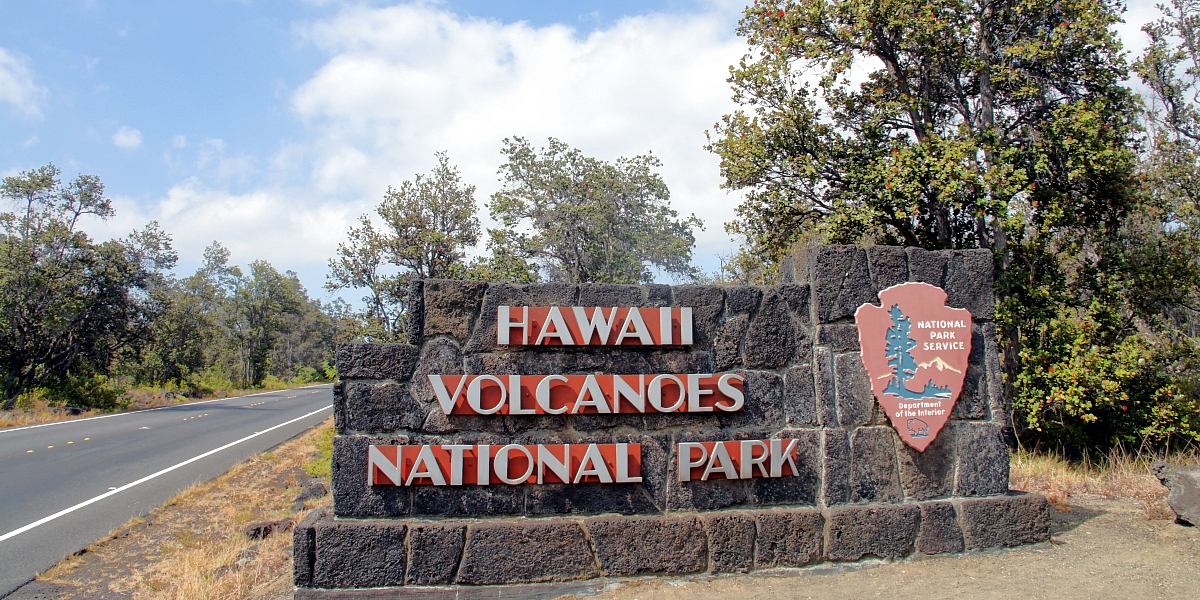
Въезд в национальный парк
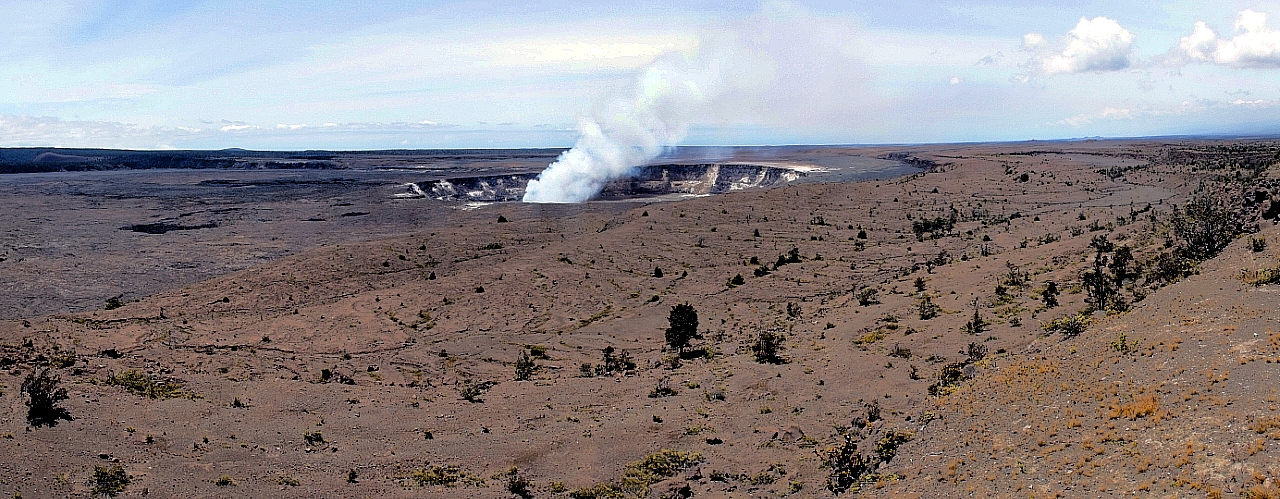
Кальдера вулкана Килауэа в парке
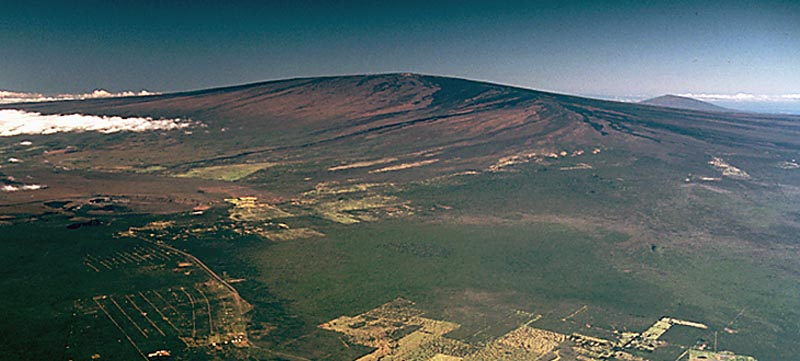
Вид на национальный парк
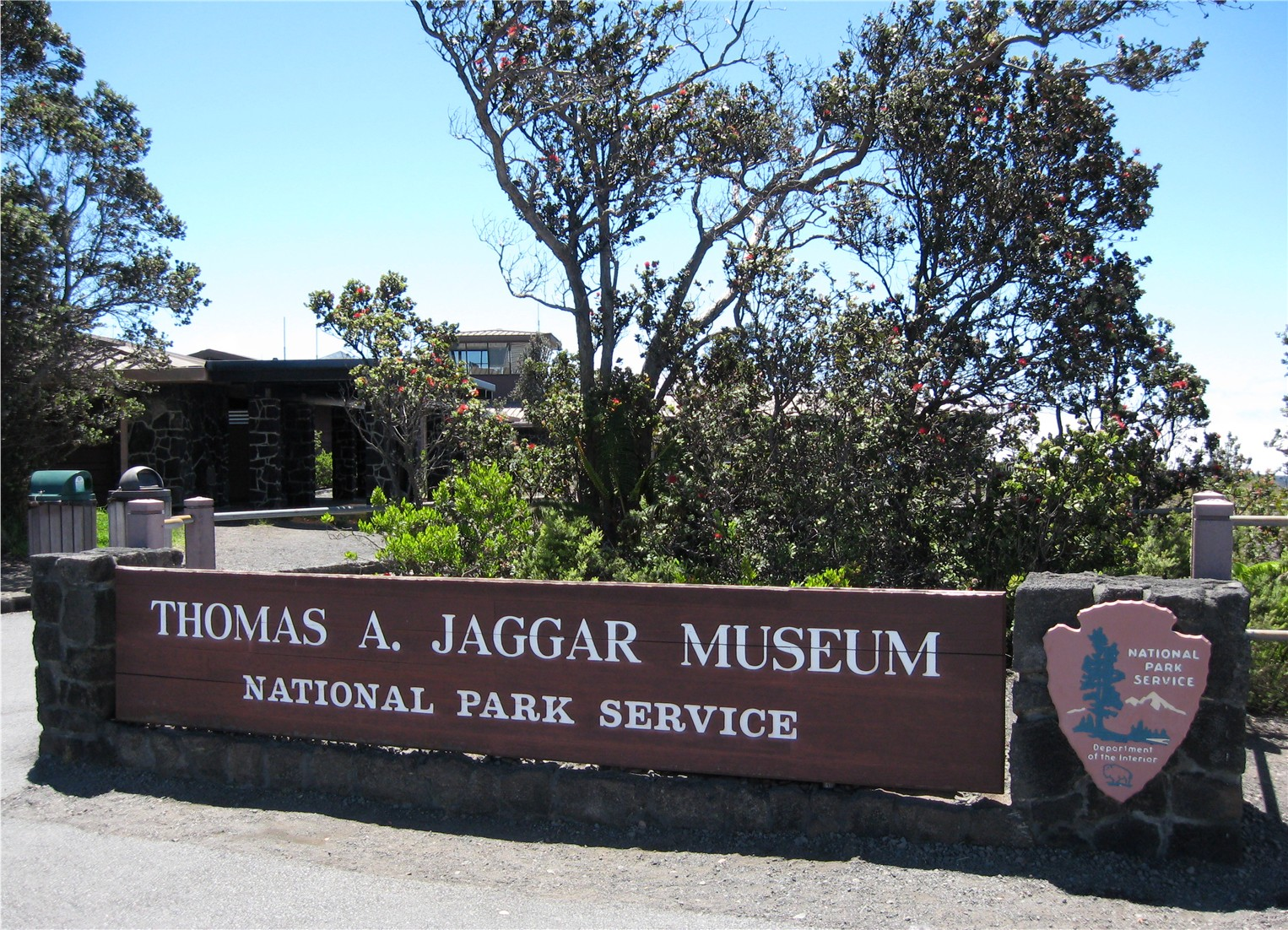
Музей вулканологии в парке
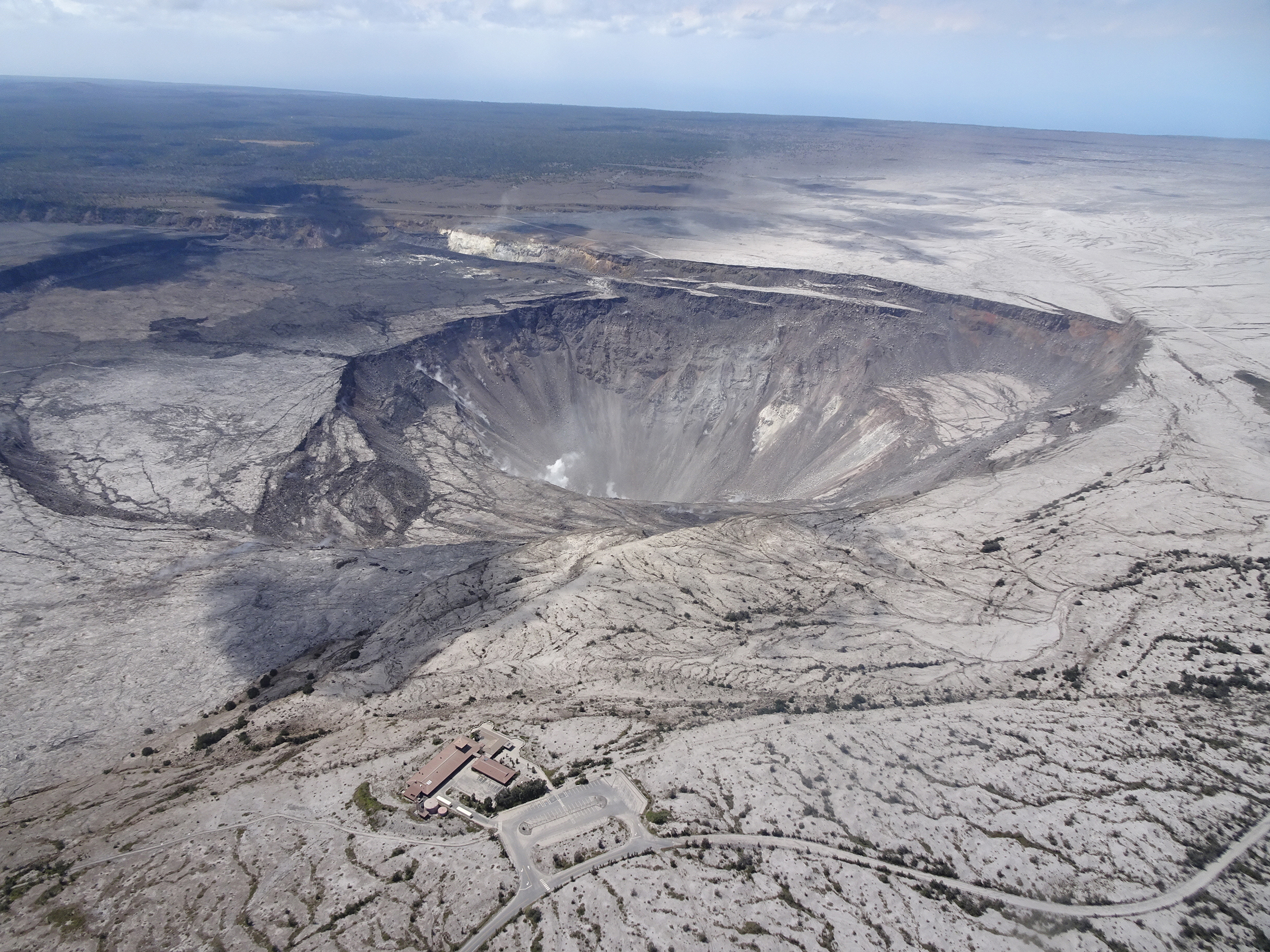
Последствия извержения Килауэа в парке, 13.7.2018
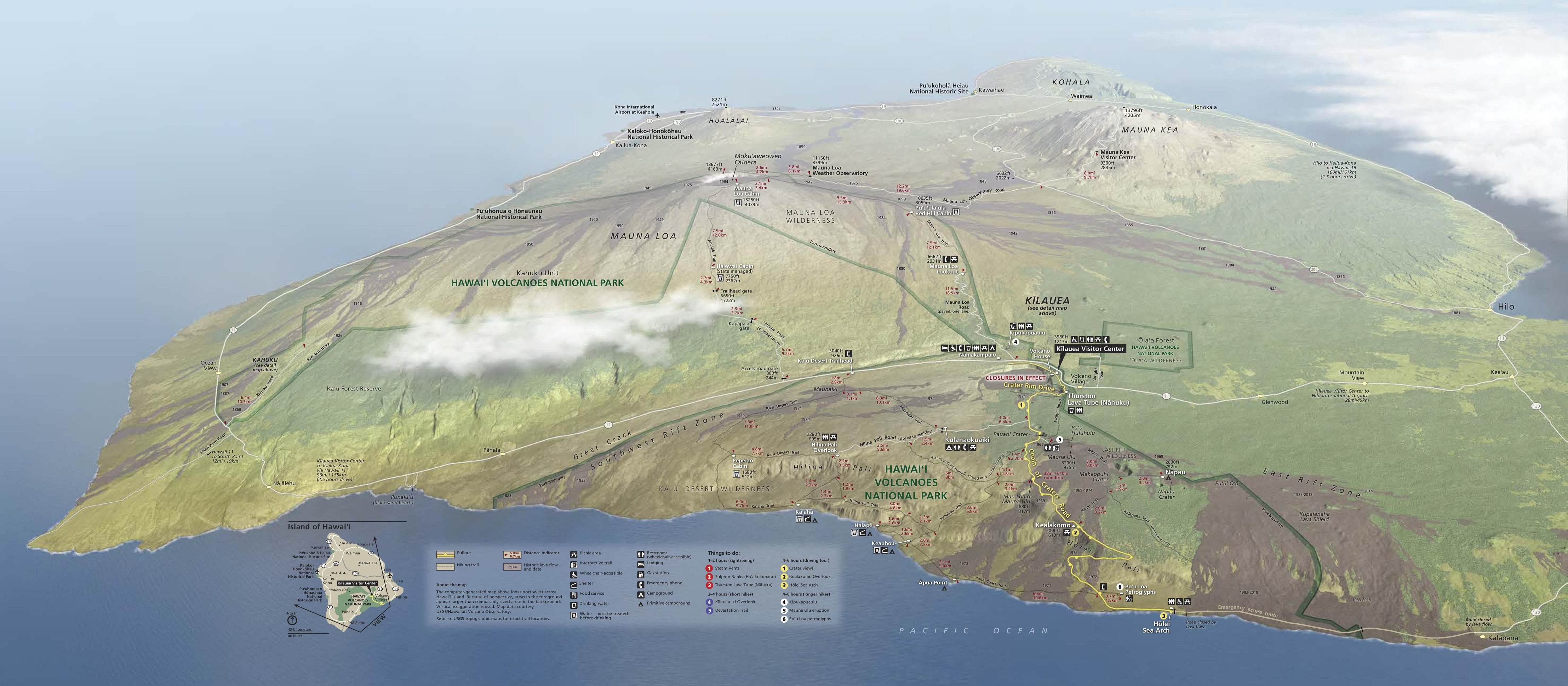
Карта 2019 года

## См. также

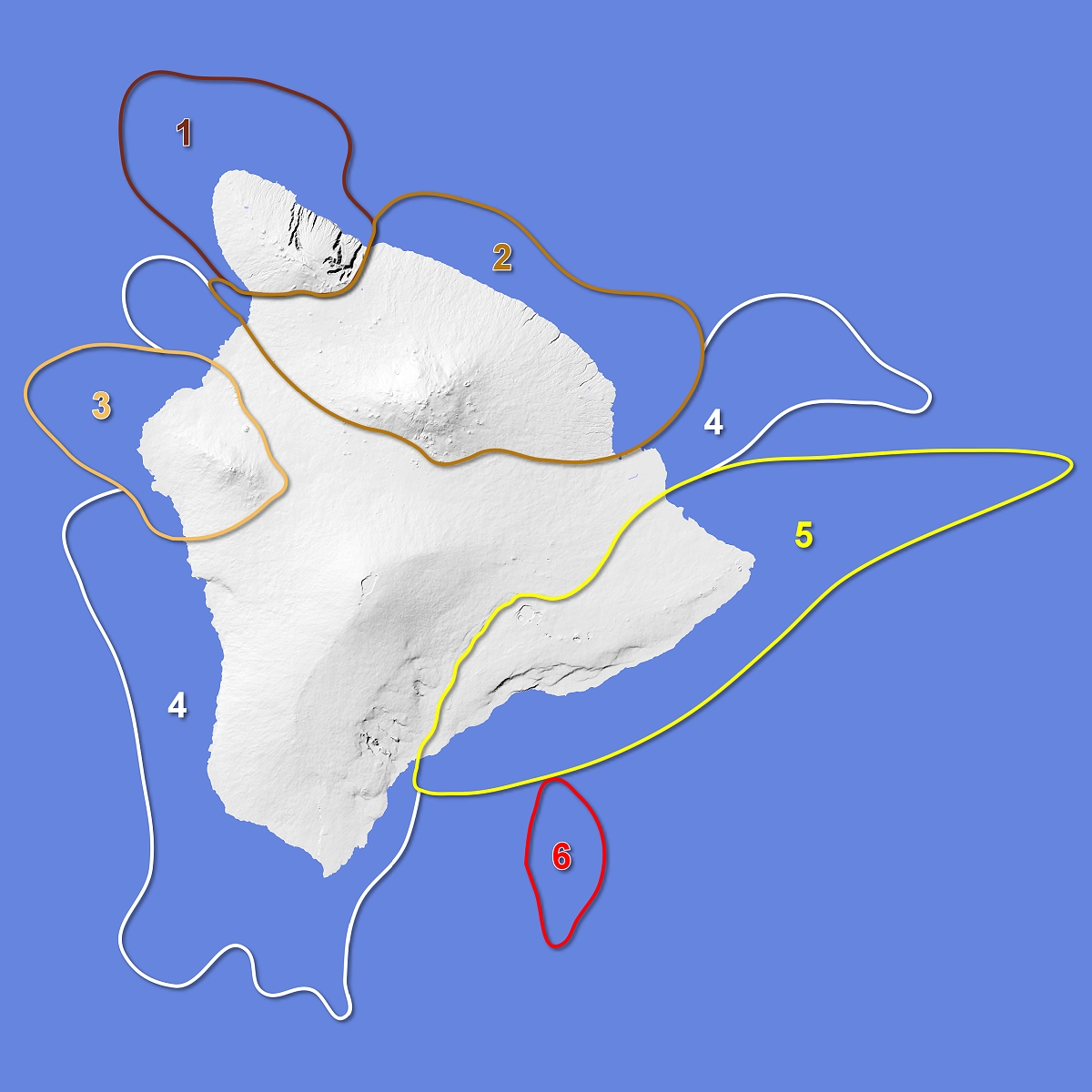
Границы вулканов острова Гавайи